# Parc national de Kerama Shotō
Le parc national de Kerama Shotō (慶良間諸島国立公園, Kerama Shotō kokuritsukō-en) est un parc national fondé en 2014 dans la préfecture d'Okinawa, au Japon.

## Situation
Le parc national de Kerama Shotō s'étend sur 939,95 km2 (dont 904,75 km2 de zones marines), à environ 40 km à l'ouest de Naha, capitale de la préfecture d'Okinawa, au Japon. Il comprend les îles Kerama, un ensemble d'ilôts et de récifs de roches faisant partie de l'archipel Ryūkyū, et des écosystèmes marins propres à la mer de Chine orientale.

## Toponymie
Le nom du parc national fait référence au toponyme « Kerama Shotō » (« 慶良間諸島 »), dénomination de l'archipel Kerama qui forme la partie terrestre du parc. L'aire protégée est aussi appelée « Kerama Blue », en raison de la couleur et de la transparence des eaux marines littorales des îles Kerama,,.

## Histoire
En 1978, les îles Kerama et les zones marines de la mer de Chine orientale qui les entourent sont incluses dans le parc quasi national d'Okinawa Kaigan, officiellement créé six ans plus tôt. Le 5 mars 2014, « jour du corail », cette aire protégée devient le parc national de Kerama Shotō, 31e parc national du Japon.

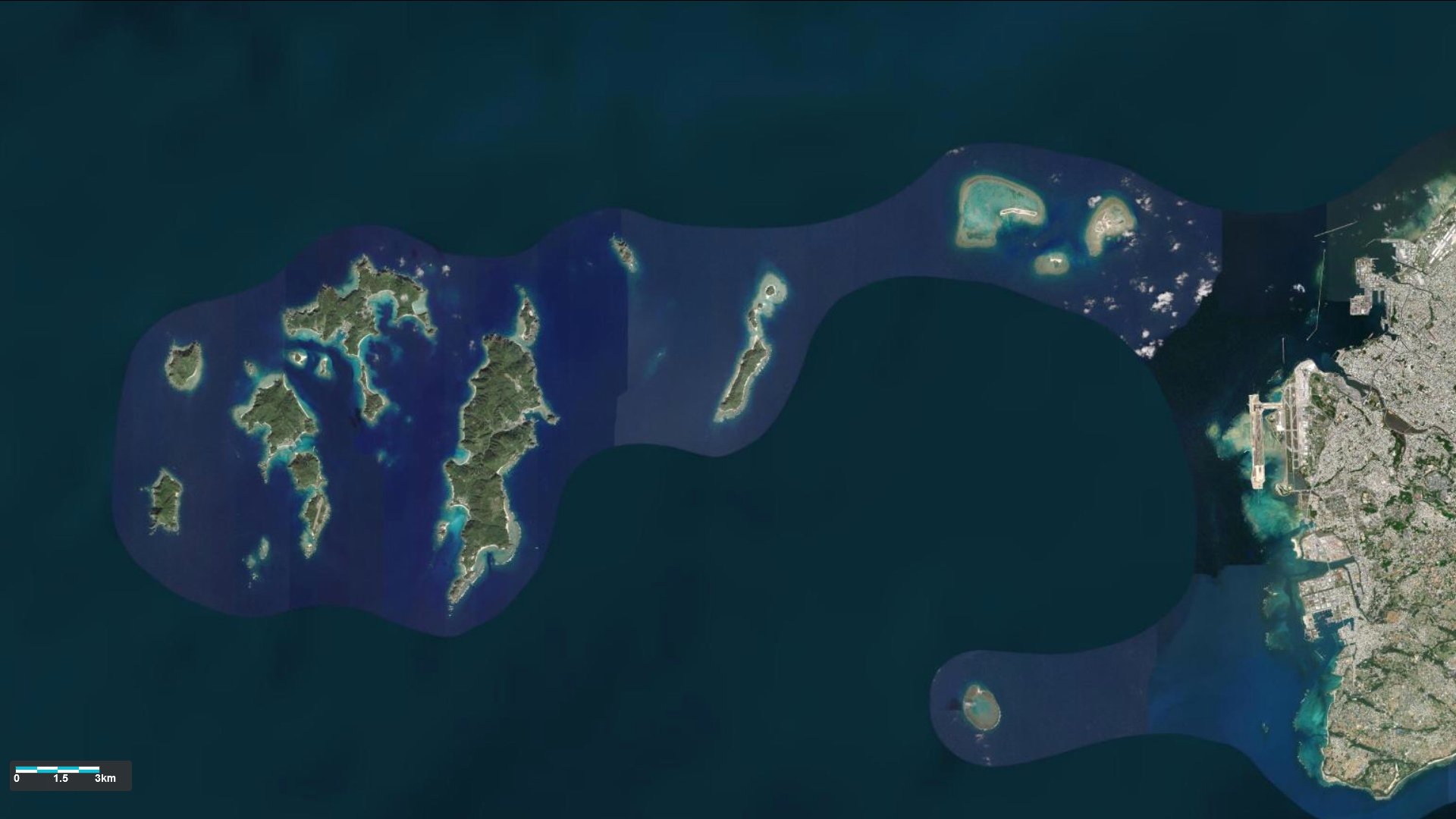
Vue satellitaire des îles comprises dans le parc national de Kerama Shotō, au sud-ouest de l'île d'Okinawa[6].
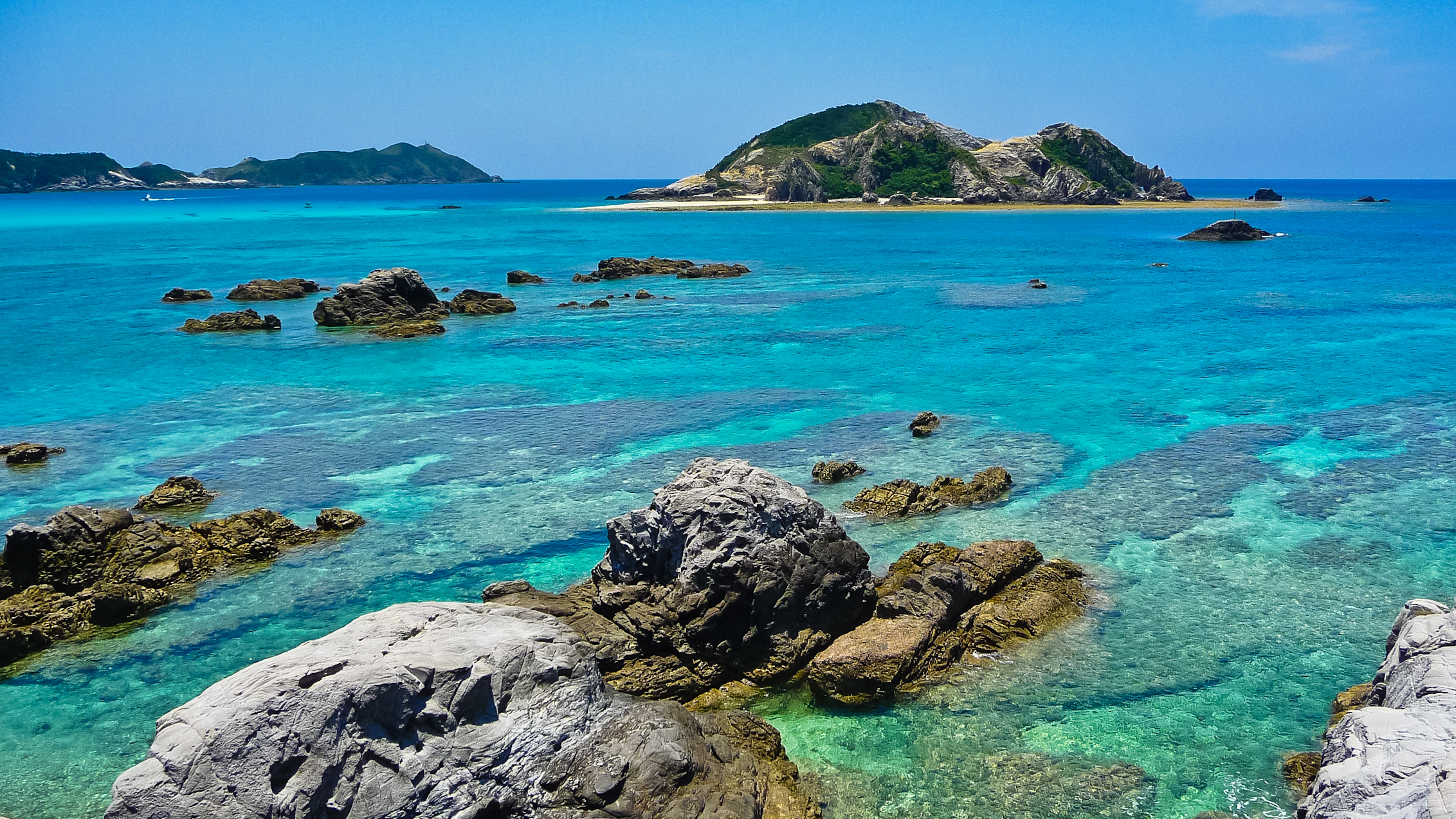
Bord de mer, plage Aharen[l 4] (sud-ouest de Tokashiki-jima).
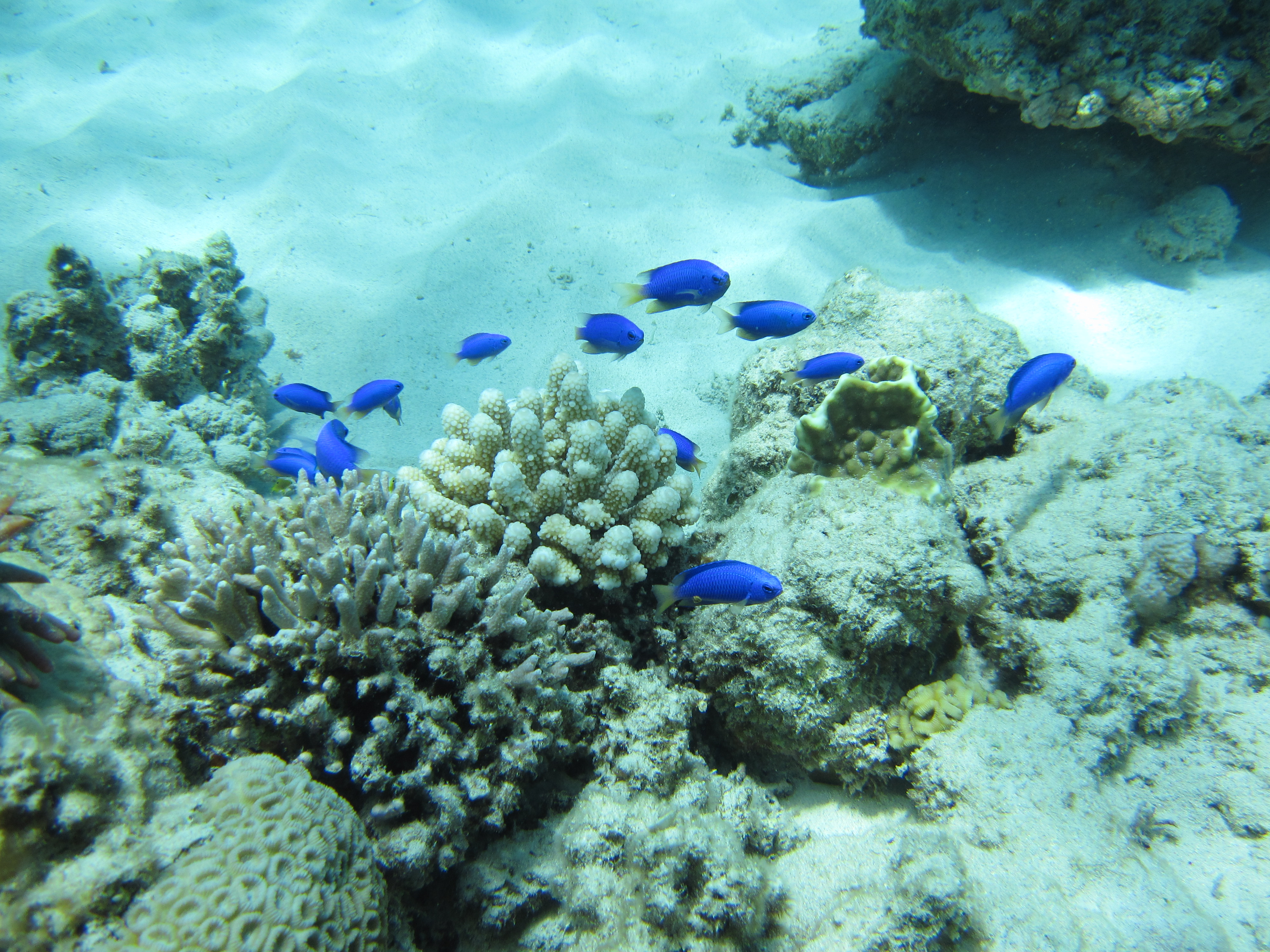
Des poissons-demoiselles (Chrysiptera cyane (en)), au large des côtes d'Aka-jima.

## Faune et flore

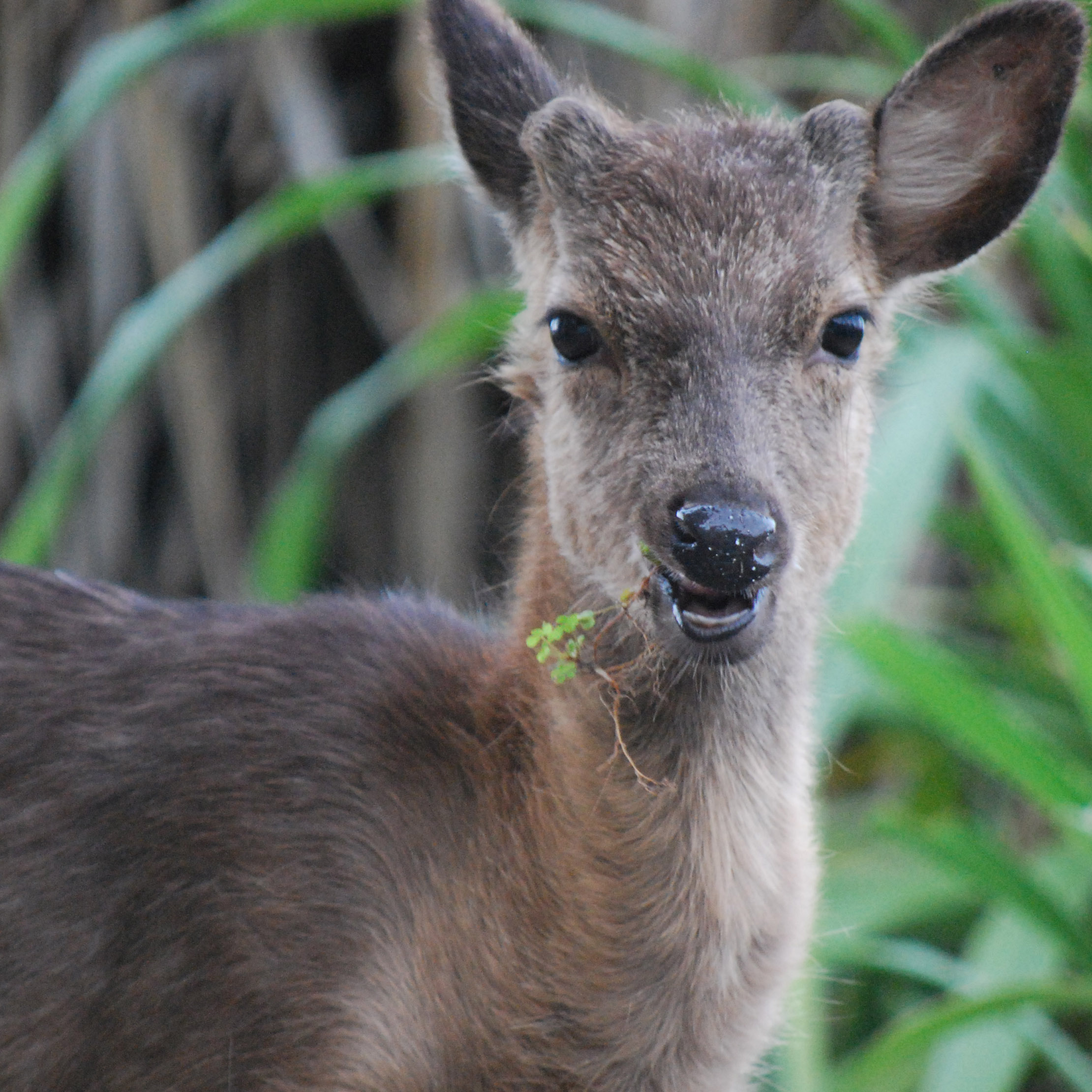
Cerf sika de Kerama.

Le parc national de Kerama Shotō est un biotope marin qui accueille une biocénose incluant des récifs coralliens typiques des régions subtropicales. Dans l'étendue du parc, 3,53 km2 de récifs coralliens sont classés site Ramsar, depuis le 8 novembre 2005, un total de 82,9 km2 depuis 2015. Le littoral des îles Kerama abrite près de 250 espèces de coraux bâtisseurs de récifs. La zone marine d'importance internationale constitue un réservoir de nourriture et une frayère pour la demoiselle bleue et plusieurs familles de poissons-clowns, de poissons-papillons et de labres,.
Le parc est un lieu d'accouplement et de reproduction des baleines à bosse,. Ses plages accueillent, durant la période des pontes estivales, des tortues de mer, telles que la tortue verte, la tortue imbriquée et la caouanne, dont les populations diminuent.
Geruma-jima, Aka-jima et Yakabi-jima (ja), une île inhabitée, abritent une population de cerfs sika de Kerama (en), une sous-espèce menacée du cerf Sika, endémique de ces îles et classée monument naturel national depuis 1972,.
Plusieurs espèces vivantes, telles que la roussette des Ryūkyū et la tortue-feuille à poitrine noire des Ryūkyū sont des espèces endémiques de l'archipel Nansei, dont les îles Ryūkyū font partie. Comme le rossignol komadori et Goniurosaurus orientalis, qui habitent aussi l'archipel, elles sont des espèces menacées.
Soumis à un climat subtropical océanique, le parc abrite 46 espèces d'arbres, dont des palmiers formant des forêts, et plus de 620 espèces végétales indigènes.

## Traditions culturelles
Des sites historiques, notamment des amas coquilliers, et des lieux de culte dédiés aux dieux de la mer témoignent de l'importance de l'espace maritime pour les populations des îles Kerama et, plus largement, de la préfecture d'Okinawa. Chaque année, le troisième jour du troisième mois du calendrier lunaire, alors que le pays honore les filles pendant hina matsuri, des Okinawaïens prient, lors de hamauri, pour une pêche abondante et des voyages en mer en toute sécurité,. Hamauri est une fête traditionnelle dont l'origine est une légende rapportant l'histoire d'une femme fécondée par un serpent et dont le corps est purifié grâce à une baignade abortive dans l'eau de mer,. Au cours de cette fête, il est de coutume, pour les femmes, de pratiquer un rite de purification qui consiste à se rendre sur une plage et tremper mains et pieds dans l'eau de mer. Au début du XXIe siècle, des familles se rassemblent au bord de la mer pour ramasser de palourdes et pique-niquer,.
Sur Geruma-jima, la résidence Takara est un bâtiment historique construit au XIXe siècle et classé bien culturel important national, en 1988. Elle est un symbole d'une période durant laquelle elle marquait une étape des liaisons maritimes entre la Chine et le royaume de Ryūkyū,.

## Administration
Le parc national de Kerama Shotō est administré par le ministère japonais de l'Environnement. La Commission mondiale des aires protégées le classe dans la catégorie UICN II, ce qui correspond à une aire protégée qui a rang de parc national.